# Osendé Afana
Castor Osendé Afana est un économiste et militant nationaliste camerounais, né en 1930 à Ngoksa (Ebebda) dans la région du Centre (Cameroun) et assassiné le 15 mars 1966 dans le maquis de la Boumba-et-Ngoko au sud-est du pays, près de la frontière congolaise. Osende Afana est considéré par les Camerounais comme un héros national.

## Biographie

### Études
Castor Osendé Afana est le tout premier Camerounais à avoir obtenu un Doctorat des sciences économiques, thèse portant sur l'économie de l'Ouest-Africain, parue aux éditions Maspero.

### Militant politique
Il est vice-président de la Fédération des étudiants d'Afrique noire en France (FEANF) et directeur du journal L’Étudiant d'Afrique noire. Les numéros du journal mettant en accusation la répression exercée par l'armée française au Cameroun sont censurés par le gouvernement. Décrit par la Sûreté comme « marxiste-léniniste convaincu » et « stratège politique de premier ordre », il fait l'objet d'une surveillance policière permanente.
Au début de l'année 1958, il quitte la France clandestinement pour rallier Le Caire où se trouvent plusieurs dirigeants en exil de l'Union des populations du Cameroun (UPC). Après le départ de Moumié et de ses compagnons, il devient le représentant du parti en Égypte et le représente lors du Conseil de solidarité afro-asiatique. En 1960, il accompagne Moumié au Congo pour rencontrer le président Patrice Lumumba, qui avait manifesté des sympathies pour la cause upéciste, mais celui-ci est alors renversé par les troupes du colonel Mobutu, qui les chasse du pays.
De retour en Égypte, il est amené à rencontrer des représentants de nombreux mouvements de libération nationale africains : MPLA angolais, PAIGC cap-verdien et guinéen, ANC sud-africain, etc. Situant ses espoirs au-delà du seul Cameroun, il considère appartenir à la lutte « de toute l'Afrique, de toute l'humanité contre l'oppression et l'exploitation, pour des lendemains qui chantent. »
Moins connu que ses prédécesseurs à la tête de l'UPC, Ruben Um Nyobe et Félix-Roland Moumié, et même que son alter ego pour le front de l'Ouest, Ernest Ouandié, il trouve comme eux la mort en luttant contre le colonialisme et le néocolonialisme. Il est tué avec quelques compagnons par des troupes du gouvernement camerounais en mars 1966.

## Guérilla

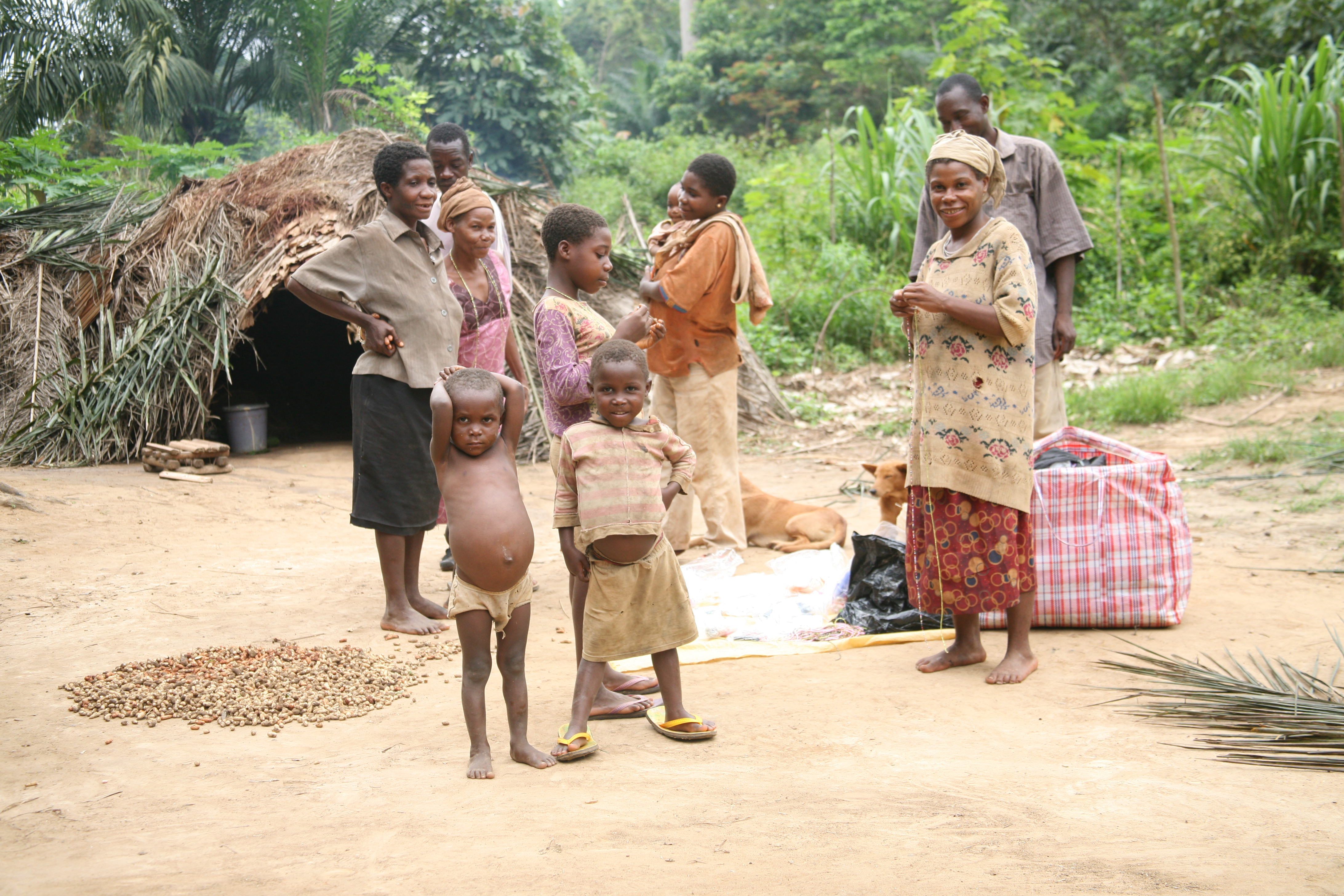
Bakas de l'Est du Cameroun

En 1963, Osendé Afana quitte Le Caire où il s'est réfugié. Il se rend à Conakry, en Guinée, puis à Accra, au Ghana, où il rencontre le noyau dur des dirigeants en exil. Il passe les mois suivants à Brazzaville avant d'entrer secrètement au Cameroun avec l'intention d'établir un nouveau maquis, un deuxième front dans la région de Moloundou qui borde la République du Congo. En août 1963, il y avait eu une révolution populaire au Congo Brazzaville au cours de laquelle le régime néocolonial de Fulbert Youlou avait été remplacé par un gouvernement dirigé par Alphonse Massamba-Débat. Ce gouvernement était relativement favorable aux rebelles de l'UPC, ouvrant la possibilité d'un approvisionnement depuis le Congo.
Les détails de son activité dans la période qui a suivi sont sommaires, mais Osendé Afana semble avoir effectué plusieurs visites dans la région extrêmement pauvre de Moloundou, où il a pris contact avec la population locale, principalement des Bakas.
Le 1er septembre 1965, un petit groupe dirigé par Asana est entré à Moloundou, visant principalement à éduquer le peuple plutôt qu'à déclencher un soulèvement, mais a été contraint de partir rapidement. Il avait l'intention d'établir une organisation politico-administrative sur les lignes maoïstes, mais la population de cette partie très arriérée du Cameroun n'était pas réceptive à ces idées
Quelques mois plus tard, le petit groupe d'Osendé Afana revient à Moloundou. Le 5 mars 1966, ils avaient été détectés et encerclés par des troupes qui étaient beaucoup plus à l'aise dans la forêt qu'eux-mêmes. Osendé, intellectuel myope, a perdu ses lunettes et ses sandales. Le 15 mars 1966, son groupe est pris en embuscade par une unité de l'armée camerounaise. Il ne s'enfuit pas, comme la plupart de ses compagnons. Fait prisonnier, il est tué et décapité, et sa tête est transportée par hélicoptère à Yaoundé afin que le président Ahmadou Ahidjo puisse regarder le mort dans les yeux.